# 雅虎北京全球研发中心
雅虎北京全球研发中心（Yahoo Beijing Global R&D Center）位于北京市海淀区王庄路1号,清华同方科技广场D座西楼10-12层，是雅虎在全球的三个研发中心之一。鼎盛时期有全职研究员、工程师近400人。该研发中心于2015年3月18日计划关闭，于2015年4月底前完成所有员工的遣散或转岗。
该中心与阿里巴巴旗下的中国雅虎无直接关系。该中心无市场及销售人员，在中国大陆境内无业务及收入。

## 研发方向
立足于面对雅虎全球用户的日常兴趣和体验，雅虎北京全球研发中心目前主要从事四个平台级的科学研发 ：个性化、广告、移动和云计算。

## 高校合作

### Hack Day
“雅虎北研黑客日”是“雅虎黑客日”第一次在中国大陆举行，面向国内重点大学，对千余大学生开放，2013年5月19日，经过24小时的竞赛，来自清华大学和浙江大学的三位同学凭借“Easy Travel”项目获得了冠军。 2005年11月8日，Yahoo创立并举办了首场Hack Day活动，它原本是限于公司内部的技术、创意的交流竞赛以及员工间的娱乐活动。2006年9月29日－30日，在加利福尼亚的桑尼维尔举办了Yahoo Campus，这是对外公开的第一次Hack Day活动。

## 管理团队
- 雅虎全球副总裁/雅虎北京全球研发中心创始人、总裁：张晨。在离开雅虎后加入京东任副总裁
- 副总裁：郑皓
- 副总裁：朱金生
- 副总裁：刘会廷

## 链接
- 雅虎
- 雅虎北京全球研发中心 （页面存档备份，存于）